# Korowai
Korowai, nekad nazivani i Kolufo, su malen narod naseljen u nepristupačnom prašumskom kraju Zapadne Papue, zapadnog indonezijskog dijela otoka Nove Gvineje. Govore jezikom korowai koji spada u skupinu jezika Awyu-Dumut. Prepoznatljivi su po kućama koje grade na krošnjama drveća. Broje oko 3 000 ljudi. Do 1970. nisu bili svjesni postojanja drugih ljudi osim sebe. Poznati su po obrednom kanibalizmu koji do danas nije posve zamro. Podijeljeni su u klanove uz koje vezuju svoju samobitnost, te su česti sukobi između klanova. Otkrio ih je nizozemski misionar u ožujku 1974. godine. Vjerovanja su im animističke prirode, ne poznaju vrijeme i ne broje godine. Hrvatski pustolov Davor Rostuhar posjetio je u lipnju 2008. klan Banggatunga. Kazao je kako su ti ljudi najbliže iskonu, te da je kod njih pronašao potpunu divljinu. Opis i fotografije tog putovanja objavljeni su u Rostuharovoj knjizi Džungla koja je izdana 2009. godine.

## Život i običaji
Sve više Korowaija spušta se u sela gdje polako prihvaćaju zapadnu civilizaciju. Slijedi opis života i običaja Korowaija koji se još drže svoje tradicije. Žive u kućama na stablima najčešće visokim između 8 i 12 metara. Šumsko tlo po njima pripada duhovima koji se po njemu kreću noću. Žene su odjevene u travnate suknje, a muškarci u koteke. Uvlače spolni ud u sebe, a kožicu pokriju tikvicom ili nečim sličnim. Do danas uglavnom nisu prihvatili kršćanstvo. Ne poznaju većinu apstraktnih pojmova, a riječ manop znači im odobravanje, dobro raspoloženje, sreću i sl. Ne poznaju racionalizam ni pitanje zašto. Sve što rade rade jer je to uvriježeno od davnina, jer su to radili njihovi preci. Nijednom strancu ne kazuju svoja imena i mitove, a znaju brojiti do 25. Jedna im kuća služi tek oko pet godina. Mrtve ako umru u šumi naslone na drvo, a ako umru u kući ostave ih tamo i izgrade novu kuću. Muškarci idu u lov, grade zamke za svinje, ruše sago-palme, grade kuću, grade brane na rijeci, beru kruhovac na stablu i jedu sago. Obično love svinje, kazuare, zmije, ptice, glodavce, letipse, kljunorošce, ribe i rakove. Bijelcima je obično zapanjujuće njihovo penjačko umijeće, stječe se utisak kako se penju poput majmuna. U krošnjama love ptice, pitone i oposume. Brašno prave od obrađene piljevine saga. Taj posao obično pripada ženama, koje i skupljaju plodove, beru travu, love žabe, guštere i kukce.
Svaki klan sastavljen je od par muškaraca, njihovih žena i djece. Žene se uzimaju iz drugih klanova dogovorom. Kao miraz ženinom klanu daju se dvije manje svinje ili jedna velika, te ogrlica od psećih zuba. Nosnu hrskavicu buše svinjskom kljovom, a nosnice bambusovim trnjem. Žene za vrijeme mjesečnice muškarci ne smiju vidjeti, pa se povlače u malu udaljenu kućicu na tlu u kojoj i rađaju. Za vrijeme mjesečnice ili rađanja pomažu im i hranu donose druge žene. Duhovima žrtvuju svinje. Spolne aktivnosti također obavljaju u šumi i pri tome nikad ne koriste usta, ni za poljubac ni za bilo što drugo. Djeca nekada, iako su spretna, padnu s visokih stabala i polome se ili poginu. Starci se penju na kuće sve do pred smrt. Vjeuju u šumske zloduhe kakhua. Kad netko mlad iznenada umre, optužuju nekoga tko se čudno ponaša i obično je iz drugog klana da je u njega ušao kakhua i da je ubio čovjeka nevidljivim strelicama, magijom. Tada kakhuu muče dok ne prizna krivnju, te ga pojedu. On teško može dokazati nevinost. Klanu iz kojeg je kakhua klan koji ga je pojeo isplati odštetu obično u svinjama.